# San Juan Evangelista (municipalité)
La municipalité de San Juan Evangelista est l'une des 212 municipalités de l'État de Veracruz, et est située dans la partie sud-est de cet État, au Mexique. Elle confine au sud-ouest avec l'État de Oaxaca, dont elle est limitrophe. Située au sud du golfe du Mexique, sur le flanc ouest de l'isthme de Tehuantepec, elle fait partie du bassin du fleuve Río Papaloapan. Son chef-lieu, la ville de San Juan Evangelista, se trouve dans la partie nord de son territoire. Elle fait partie de la Région Olmeca, qui est l'une des subdivisions administratives de l'État de Veracruz.

## Géographie
La municipalité de San Juan Evangelista se trouve dans la partie orientale du bassin du fleuve Río Papaloapan, et comprend la conflence des rivières Trinidad et Lalana, qui forment ensuite le Río San Juan, affluent de rive droite du Río Papaloapan, qui tous prennent leur source dans le massif montagneux de la Sierra Madre de Oaxaca, qui se situe plus au sud. Son chef lieu est la ville éponyme de San Juan Evangelista, qui se situe sur la rive orientale du Río San Juan, au nord de la confluence. Son territoire couvre une superficie de 1257,7 km2, et était peuplé en 2020 de 32 516 habitants, pour une densité de 25,9 habitants par km2. Sa limite occidentale correspond à limite administrative entre les régions "Olmeca" et de "Papaloapan", au sein de l'État de Veracruz.
Elle est limitrophe au nord de la municipalité d'Acayucan, à l'ouest de celle de Juan Rodríguez Clara et de Playa Vicente, au sud, dans l'État de Oaxaca, elle est limitrophe des municipalités de Santiago Yaveo et de San Juan Cotzocón, à l'est, à nouveau dans l'État de Veracruz, elle est limitrophe de celles de Jesús Carranza et de Sayula de Alemán.

## Composition et démographie
La municipalité était composée en 2010 de 245 localités, dont seules 2 étaient considérées comme urbaines, les autres étant rurales.
| Localité             | Population |
| -------------------- | ---------- |
| San Juan Evangelista | 3942       |
| Estación Juanita     | 3605       |
| La Cerquilla         | 2414       |
| Achotal              | 1280       |
| Vista Hermosa        | 1040       |
| Reste des localités  | 20 350     |
| Total population     | 32 516     |

En plus de l'espagnol, plusieurs langues amérindiennes sont parlées dans la municipalité, dont les principales sont par ordre d'importance : le nahuatl, le mixe, le mazatèque et le zapotèque.

## Histoire
Son chef-lieu a porté successivement les noms de Michiapan, puis de San Juan Michapan. Il dépendait en 1831 de la ville de Sayula.

## Économie

### Agriculture et élevage
La superficie des parcelles semées représentait, en 2019 une surface totale de 10 408,5 hectares, parmi lesquels 9004 hectares étaient voués à la culture du maïs, 812 hectares à celle de la pastèque et 371,5 hectares à celle du palmier africain.
En 2020, la production de viande par tonnes comprenait 8460,6 tonnes de viande bovine, 1693 tonnes de viande porcine, 199,7 tonnes de viande ovine, 6864,6 tonnes de volailles et 6,3 tonnes de dinde. La superficie vouée à l'élevage représentait alors 88 812 hectares.